# ジェダ・ファイア
ジェダ・ファイア（Jada Fire、1976年9月1日 - ）は、アメリカ合衆国のポルノ女優。カリフォルニア州ロサンゼルス出身。

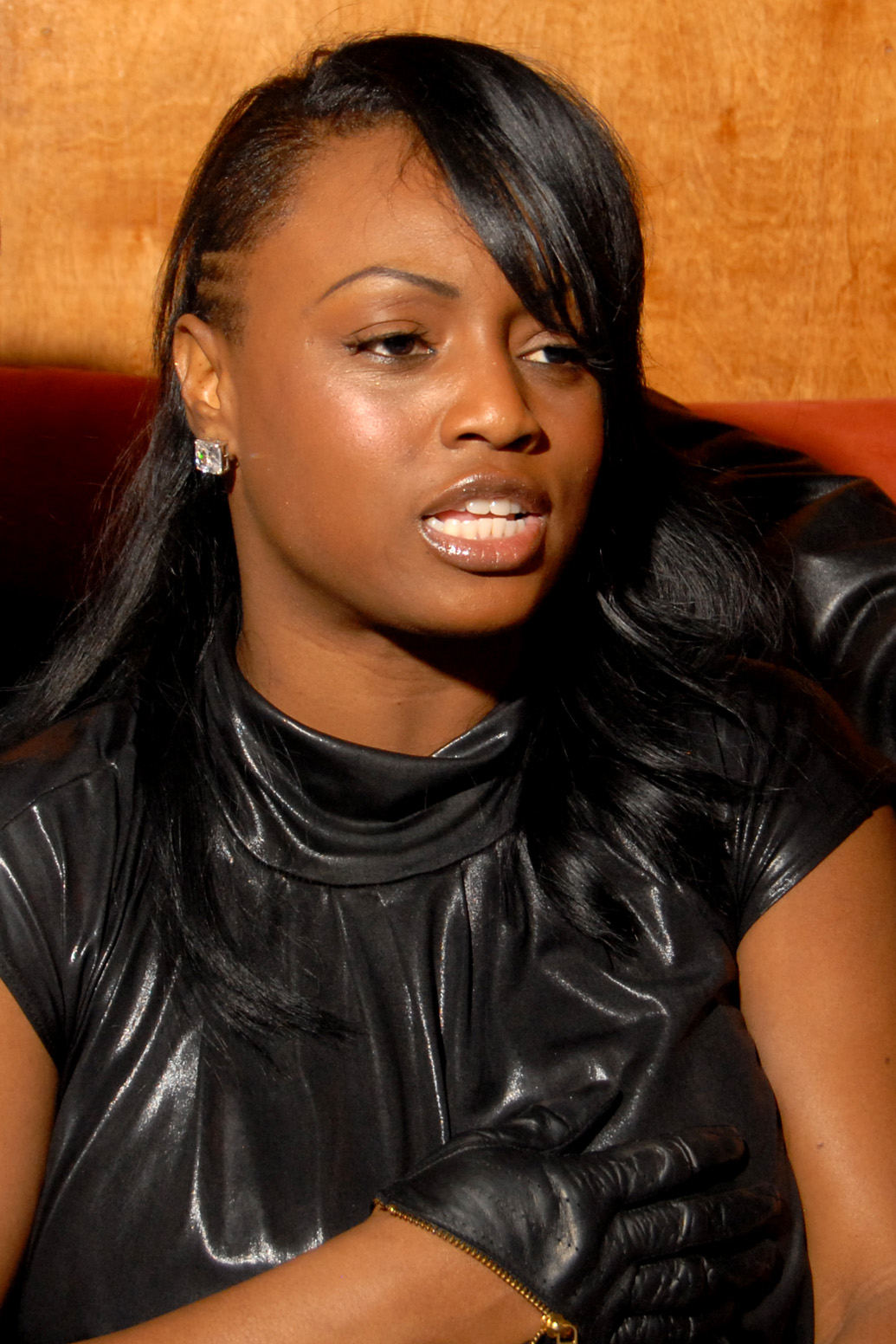
ジェダ・ファイア